# Teorema
Teorema is een Italiaanse dramafilm uit 1968 onder regie van Pier Paolo Pasolini.

## Verhaal
Een burgergezinnetje krijgt bezoek van een geheimzinnige vreemdeling. Met zijn grote aantrekkingskracht kan hij hen uit hun rustige leventje halen. Alle gezinsleden hebben een affaire met de man. Na zijn vertrek worden ze allemaal langzaamaan krankzinnig.

## Rolverdeling
| Acteur                     | Personage             |
| -------------------------- | --------------------- |
| Silvana Mangano            | Lucia                 |
| Terence Stamp              | Bezoeker              |
| Massimo Girotti            | Paolo                 |
| Anne Wiazemsky             | Odetta                |
| Laura Betti                | Emilia                |
| Andrés José Cruz Soublette | Pietro                |
| Ninetto Davoli             | Angelino              |
| Carlo De Mejo              | Jongen                |
| Adele Cambria              | Emilia                |
| Luigi Barbini              | Jongen in het station |
| Giovanni Ivan Scratuglia   | Tweede jongen         |
| Alfonso Gatto              | Dokter                |

## Boekadaptatie
- Pier Paolo Pasolini - Teorema, Garzanti, 1968. (Ned. vertaling: Theorema, A.W. Bruna & Zoon, 1976)